# Gulanes
Gulanes o San Julián de Gulanes (oficialmente, en gallego, Guláns) es una parroquia gallega del municipio pontevedrés de Puenteareas, en España.
Según el IGE, en 2019 tenía 716 habitantes (346 mujeres y 370 hombres), distribuidos en 23 entidades de población lo que supone una disminución en relación con el año 1999, cuando tenía 848 habitantes.

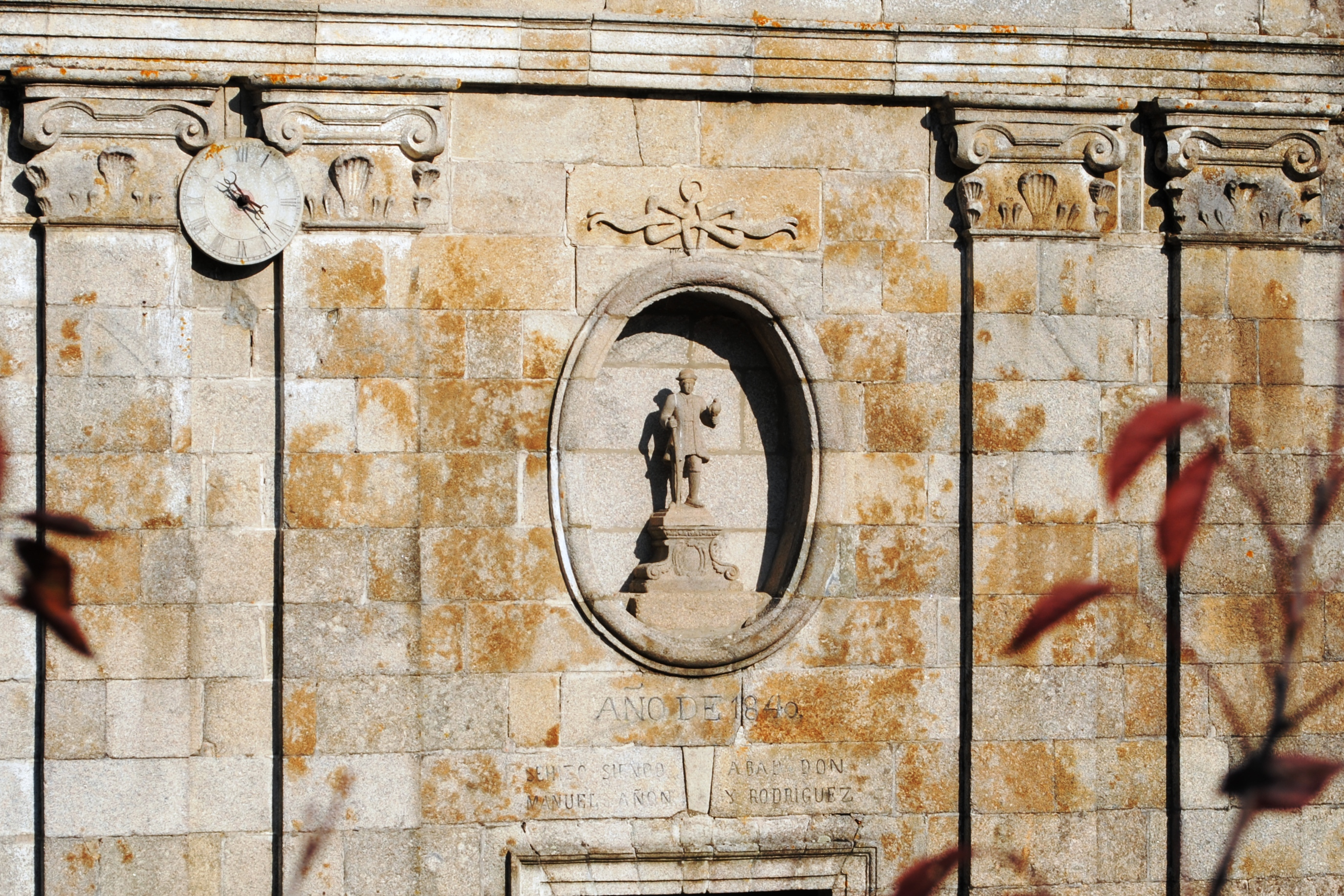
Detalle de la iglesia
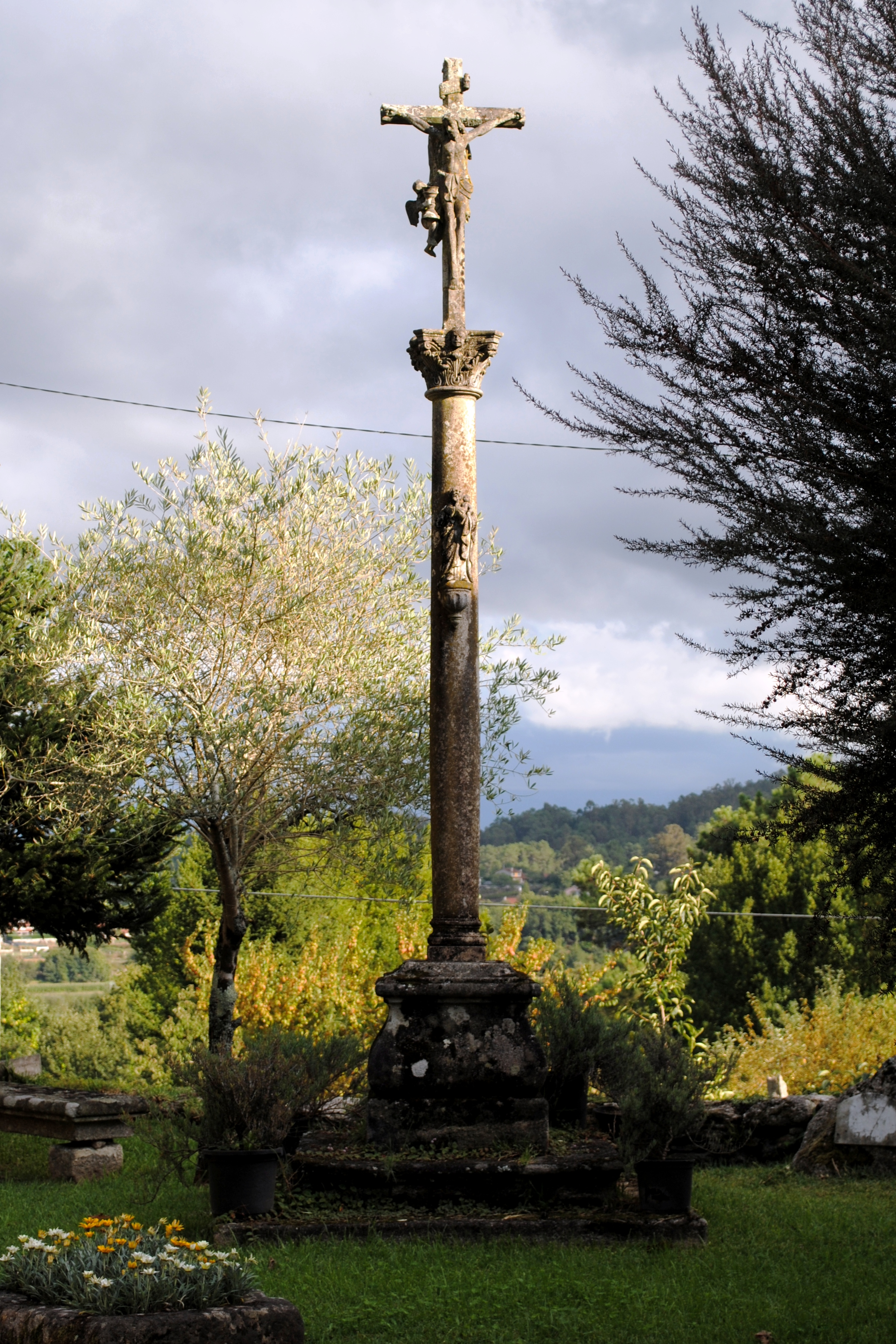
Crucero
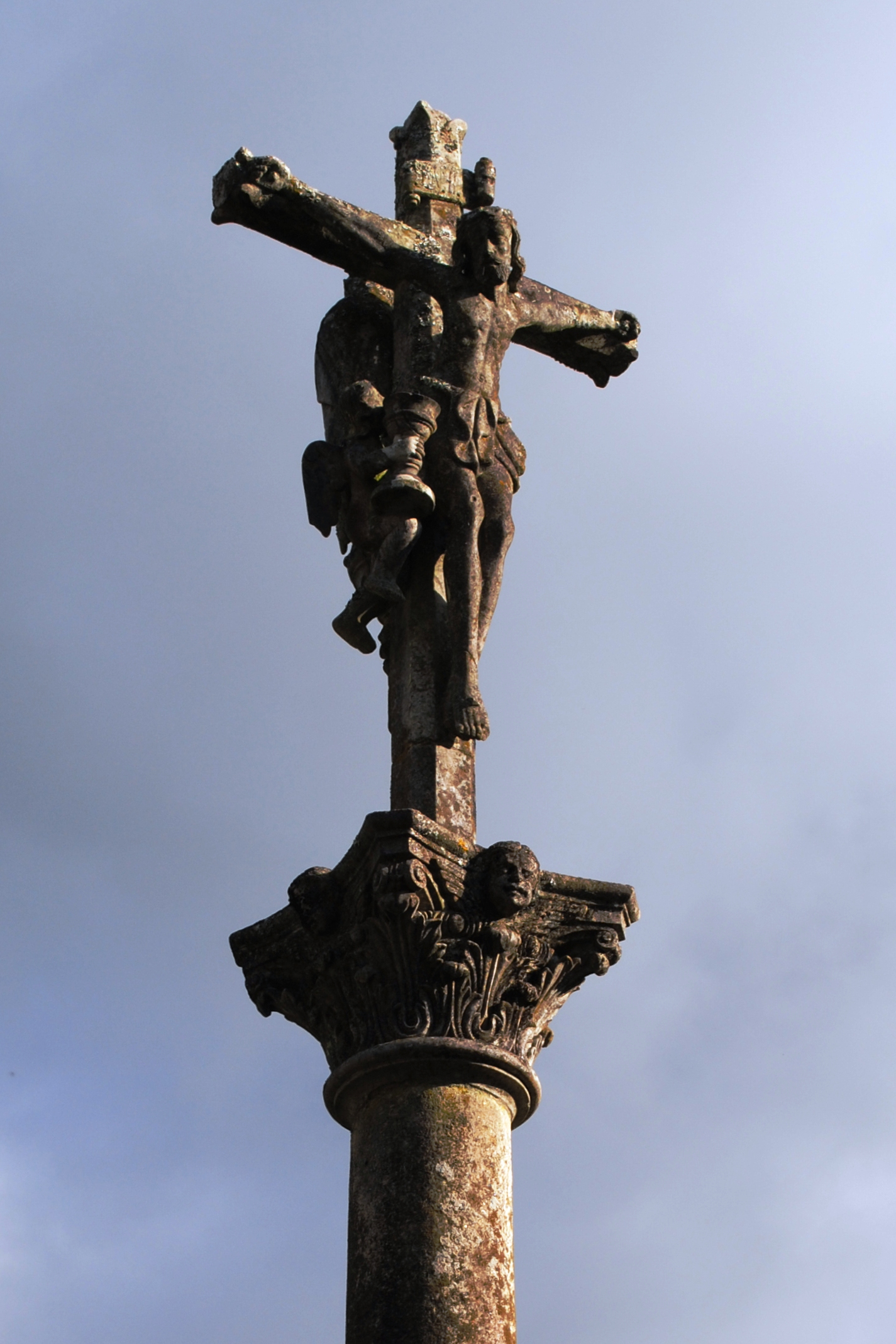
Detalle del crucero
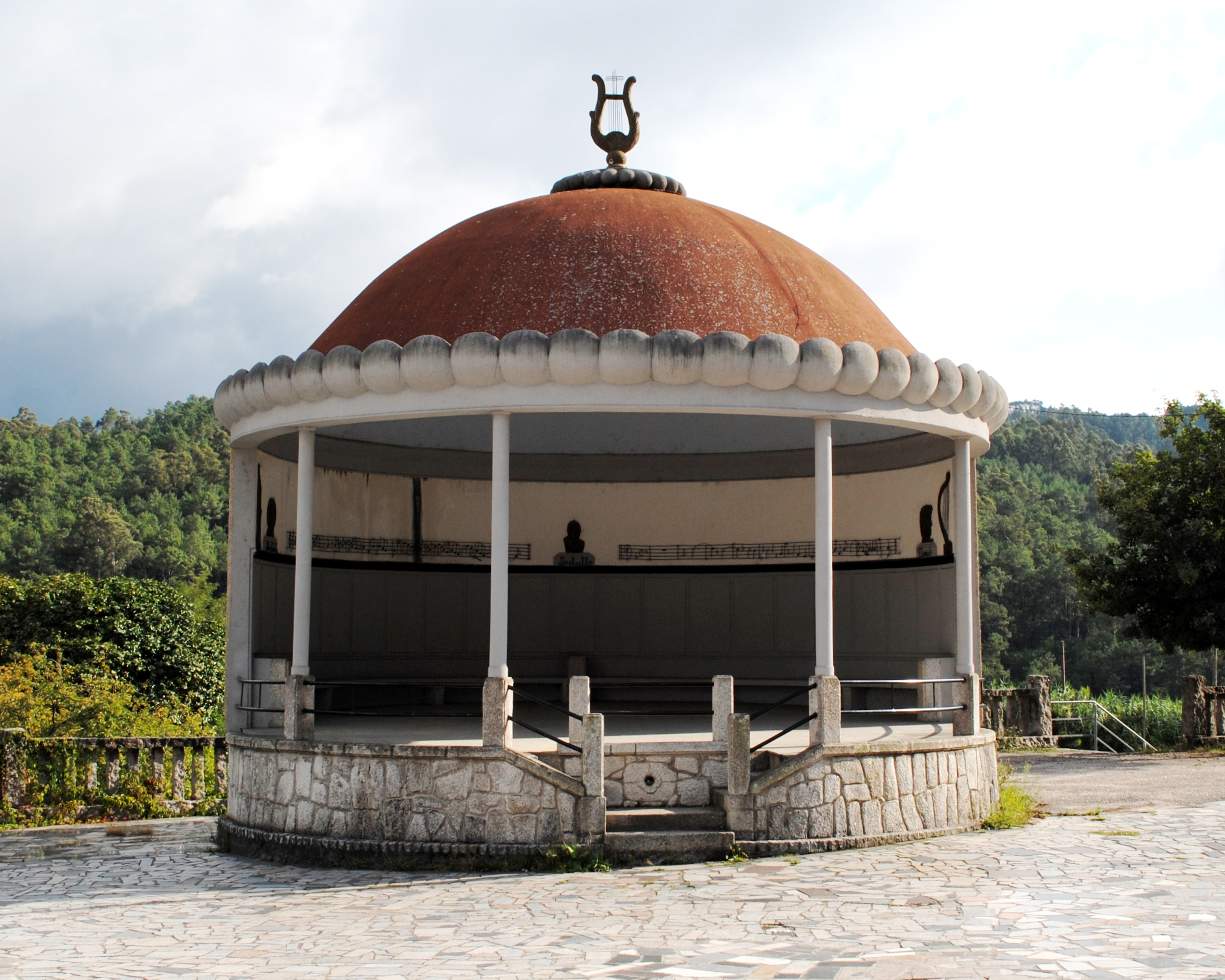
Templete
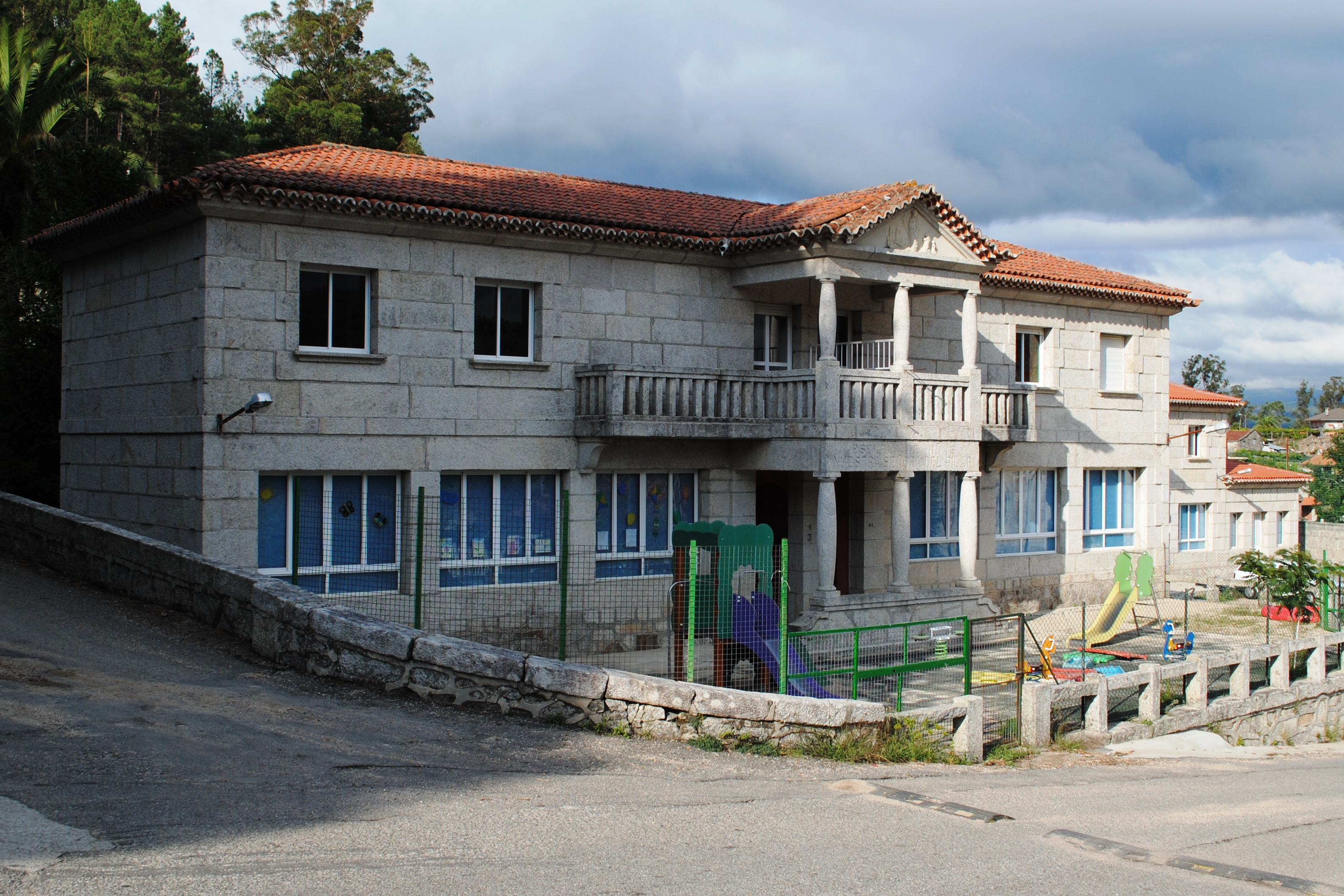
Colegio (CEIP) Feliciano Barrera